# Old Perth Academy

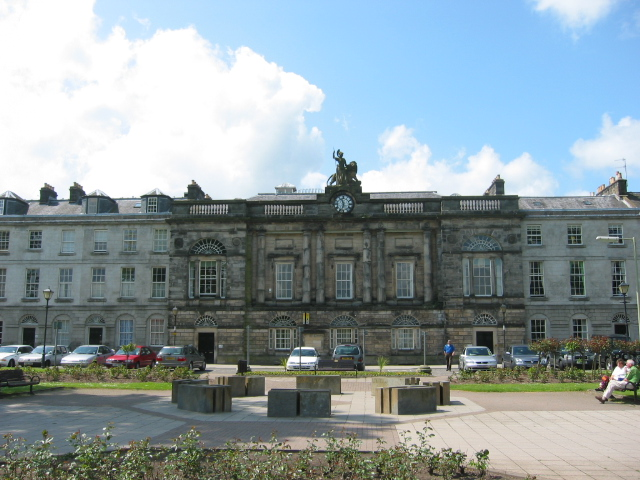
Old Perth Academy

Die Old Perth Academy ist das ehemalige Schulgebäude der Perth Academy in der schottischen Stadt Perth in der Council Area Perth and Kinross. 1965 wurde das Bauwerk in die schottischen Denkmallisten in der höchsten Denkmalkategorie A aufgenommen.

## Geschichte
Das Schulgebäude wurde zwischen 1803 und 1804 errichtet. Für den Entwurf zeichnet der schottische Architekt Robert Reid verantwortlich. Die im Jahre 1886 hinzugefügten Skulpturen schuf der schottische Bildhauer John Rhind. Das Gebäude beheimatete einst die 1542 gegründete Perth Academy, die heute einen Neubau nutzt. Auch ein Gymnasium war dort einst untergebracht. Zwischenzeitlich wurde das Gebäude umgenutzt und dient nun als Geschäftsgebäude.

## Beschreibung
Die Old Perth Academy steht an der Rose Terrace nördlich des Stadtzentrums. Gegenüber befindet sich eine Grünanlage, die bis an den Tay reicht. Die nordostexponierte Hauptfassade des zweistöckigen Gebäudes ist fünf Achsen weit. Eckrisalite treten aus der Fassade heraus. Zu der klassizistischen Ausgestaltung zählen die teils gepaarten dorischen Säulen im Obergeschoss. Die Eingänge auf den beiden äußeren Achsen schließen mit Kämpferfenstern. Im Erdgeschoss sowie auf den äußeren Achsen im Obergeschoss sind die Fenster zu Drillingen gekuppelt. Auf dem Kranzgesims verläuft eine steinerne Balustrade. In das zentrale Gesims ist eine Uhr eingelassen. Darüber ragt Rhinds Statue der Britannia auf.
Der Innenraum ist verhältnismäßig schlicht, jedoch teils mit Stuckarbeiten ausgeführt. Ungewöhnlich ist ein oktogonaler Klassenraum mit abschließender Kuppel an der Gebäuderückseite.